# Jurij Savičev
Jurij Nikolaevič Savičev (in russo Юрий Николаевич Савичев?; Mosca, 13 febbraio 1965) è un ex calciatore sovietico e russo, di ruolo attaccante.

## Carriera

### Club
Ha trascorso la maggior parte della sua carriera alla Torpedo Mosca, con cui conta 135 presenze e 47 gol.

### Nazionale
Conta 8 presenze con la Nazionale sovietica. Ha vinto la medaglia d'oro alle Olimpiadi di Seul 1988, dove segnò la rete del definitivo 2-1 nella finale contro il Brasile.

## Palmarès

### Club
- Coppa dell'Unione Sovietica: 1

Torpedo Mosca: 1985-1986
- Coppa di Grecia: 1

Olympiakos: 1991-1992

### Nazionale
- Oro olimpico: 1

Seul 1988